# علي ديري
علي ديري (بالتركية: Ali Dere)‏ (29 مايو 1992 في تركيا - ) هو لاعب كرة قدم تركي في مركز الوسط. شارك مع منتخب تركيا تحت 19 سنة لكرة القدم ومنتخب تركيا تحت 21 سنة لكرة القدم. أما مع النوادي، فقد لعب مع بولو سبور وفتحية سبور وقونيا سبور وقونية سبور 1922.

## وصلات خارجية
- علي ديري على موقع الاتحاد الأوربي (الإنجليزية)
- علي ديري على موقع اتحاد تركيا (لاعب) (الإنجليزية)
- علي ديري على موقع قاعدة بيانات كرة القدم.إي يو (الإنجليزية)
- علي ديري على موقع عالم كرة القدم.نت (الإنجليزية)
- علي ديري على موقع AS.com (الإسبانية)